# غوشناطية إهليلجية
غوشناطية إهليلجية (الاسم العلمي:Gochnatia elliptica) هي نوع من النباتات تتبع جنس الغوشناطية من الفصيلة النجمية.